# Nils Ruttmann
Nils Taro Ruttmann (* 26. April 1982) ist ein deutscher Basketballfunktionär.

## Werdegang
Ruttmann spielte Basketball beim TV Memmingen und später mit dem TV 1847 Augsburg in der Oberliga Bayern. An der Universität Augsburg studierte er Rechtswissenschaft. Er war ebenfalls als Trainer tätig, betreute die Mannschaft des TV Augsburg in der Jugend-Basketball-Bundesliga (JBBL) sowie die Herrenmannschaft des Vereins. In München war Ruttmann Trainer des Regionalligisten München Basket.
2014 wechselte er in die Nachwuchsabteilung der Eisbären Bremerhaven und übernahm im Oktober 2015 deren Leitung. Mitte September 2019 wurde Ruttmann, der auch Vorsitzender des Breitensportvereins Eisbären Bremerhaven e. V. geworden war, zum Geschäftsführer des Betreiberunternehmens der Bremerhavener Profimannschaft (Eisbären Bremerhaven Marketing GmbH) befördert. Im Juli 2020 wurde er nach dem Ausscheiden der zuvor ebenfalls in der Geschäftsführung tätigen Wolfgang Grube und Marc Bergmann alleiniger Geschäftsführer, als solcher wurde er für die Gesamtleitung des Spielbetriebs verantwortlich, einschließlich sportlicher Personalentscheidungen wie die Besetzung der Trainerstellen. Ruttmann beendete seine Arbeit in Bremerhaven im Anschluss an das Spieljahr 2023/24 auf eigenen Wunsch.
Nach einem Sabbatjahr trat er im Sommer 2025 das Amt des Geschäftsführers der Betreibergesellschaft der Dresden Titans an.